# Urbana
Urbana是斯洛文尼亞首都盧布爾雅那的公共交通智能卡。該卡大小與信用卡相同，乘客可隨時充值。該卡的引入促進公共交通技術發展，同時減輕攜帶代幣或現金的煩惱。

## 類型

### 儲值卡（黃）
在所有銷售點以2歐元發售並可轉讓。該卡可從5歐分至50歐元之間充值。乘搭一次巴士的車資為1.3歐元並從首次乘車拍卡起計有效90分鐘，故此90分鐘內可無限次轉乘。同時也可將卡片轉為限時證，介時將在卡背印有持卡人姓名，同時不可再作轉讓。

### 限時證（綠）
只在盧布爾雅那乘客交通銷售點向特定使用者售賣，可向Urbana卡片寫入月票、半年票或全年票。持卡人姓名將印於卡背。此類卡片也可在公共交通以外利用儲值支付其他服務，比如停車場。如果該卡沒有限時證，巴士車費將直接從卡內餘額扣除。

## 技術
Urbana是一種RFID非接觸式智能卡，採用恩智浦半導體的MIFAREDESFire EV1技術。綠卡載有持卡人的個人資料和獨有的17位數字。碰觸讀卡機時，卡內資訊將在遙距伺服器驗證確認或拒絕交易，然後幾乎即時反饋於讀卡機並顯示交易成功與否。如果使用儲值，讀卡機將同時顯示扣除費用和餘額。